# Champ-Dolent
Champ-Dolent é uma comuna francesa na região administrativa da Normandia, no departamento de Eure. Estende-se por uma área de 2,25 km². Em 2010 a comuna tinha 64 habitantes (densidade: 28,4 hab./km²).